# Apanteles aridus
Apanteles aridus är en stekelart som först beskrevs av Penteado-dias och Scatolini 2000.  Apanteles aridus ingår i släktet Apanteles och familjen bracksteklar. Inga underarter finns listade i Catalogue of Life.